# Coupe d'Europe FIBA 2018-2019
Navigation
2017-2018 2019-2020
La Coupe d'Europe FIBA 2018-2019 est la 4e édition de la Coupe d'Europe FIBA, quatrième compétition européenne de clubs dans la hiérarchie du basket-ball européen.

## Équipes participantes
| Premier tour de qualification  | Premier tour de qualification   | Premier tour de qualification | Premier tour de qualification |
| ------------------------------ | ------------------------------- | ----------------------------- | ----------------------------- |
| BK Tcherkassy Mavpy (Champion) | BC Dnipro (2e)                  | Tuři Svitavy (4e)             | Joensuun Kataja (6e)          |
| Lavrio Aegan Cargo (6e)        | Ironi Ness Ziona (8e)           | Kongsberg Miners (Champion)   | Rosa Radom (5e)               |
| Södertälje Kings (3e)          | İstanbul BBSK (11e)             |                               |                               |
| Deuxième tour de qualification |                                 |                               |                               |
| Balkan Botevgrad (2e)          | New Heroes Den Bosch (5e)       | Alba Fehérvár (3e)            | U-BT Cluj-Napoca (3e)         |
| BC Rilski Sportist (3e)        | ECE Bulls Kapfenberg (Champion) | Dinamo Basket Sassari (10e)   | BC Luleå (2e)                 |
| ZZ Leiden (2e)                 | Keravnós Strovólou (2e)         | Benfica Lisbonne (3e)         |                               |

## Compétition

### Qualifications

#### Premier tour
| Équipe 1           | Score     | Équipe 2            | Aller   | Retour   |
| ------------------ | --------- | ------------------- | ------- | -------- |
| Lavrio Aegan Cargo | 140 - 149 | BC Dnipro           | 82 - 73 | 58 - 76  |
| Kongsberg Miners   | 153 - 184 | BK Tcherkassy Mavpy | 63 - 83 | 90 - 101 |
| Ironi Ness Ziona   | 172 - 143 | Södertälje Kings    | 72 - 67 | 100 - 76 |
| Joensuun Kataja    | 161 - 134 | Rosa Radom          | 86 - 65 | 75 - 69  |
| Tuři Svitavy       | 152 - 197 | İstanbul BBSK       | 74 - 99 | 78 - 98  |

#### Deuxième tour
| Équipe 1              | Score     | Équipe 2            | Aller    | Retour   |
| --------------------- | --------- | ------------------- | -------- | -------- |
| BK Tcherkassy Mavpy   | 136 - 128 | Keravnós Strovólou  | 75 - 64  | 61 - 64  |
| BC Dnipro             | 161 - 168 | Alba Fehérvár       | 94- 78   | 67 - 90  |
| ECE Bulls Kapfenberg  | 119 - 147 | ZZ Leiden           | 62 - 79  | 57 - 68  |
| Joensuun Kataja       | 167 - 163 | BC Rilski Sportist  | 106 - 84 | 61 - 79  |
| New Heroes Den Bosch  | 144 - 152 | Balkan Botevgrad    | 76 - 86  | 68 - 66  |
| Ironi Nes Ziona       | 179 - 167 | U-BT Cluj-Napoca    | 91 - 78  | 88 - 89  |
| İstanbul BBSK         | 160 - 128 | BC Luleå            | 87 - 50  | 73 - 78  |
| Dinamo Basket Sassari | 211 - 158 | SL Benfica Lisbonne | 100 - 66 | 111 - 92 |

## Phase régulière

### Premier tour
Le premier tour de la saison régulière se déroule du 17 octobre au 21 novembre 2018.

#### Groupe A
| Rang | Équipe             | Pts | J | G | P | Pp  | Pc  | Diff |  | Résultats (dom.\ext.) |       |       |       |       |
| ---- | ------------------ | --- | - | - | - | --- | --- | ---- |  | --------------------- | ----- | ----- | ----- | ----- |
| 1    | S.Oliver Würzbourg | 10  | 6 | 4 | 2 | 464 | 436 | 28   |  | S.Oliver Würzbourg    |       | 87-61 | 69-79 | 91-82 |
| 2    | ZZ Leiden          | 10  | 6 | 4 | 2 | 460 | 463 | -3   |  | ZZ Leiden             | 65-72 |       | 99-97 | 90-76 |
| 3    | Sakarya BBSK       | 9   | 6 | 3 | 3 | 480 | 451 | 29   |  | Sakarya BBSK          | 80-60 | 56-69 |       | 84-68 |
| 4    | CSM CSU Oradea     | 7   | 6 | 1 | 5 | 453 | 507 | -54  |  | CSM CSU Oradea        | 69-82 | 72-76 | 86-84 |       |

#### Groupe B
| Rang | Équipe                | Pts | J | G | P | Pp  | Pc  | Diff |  | Résultats (dom.\ext.) |       |       |       |       |
| ---- | --------------------- | --- | - | - | - | --- | --- | ---- |  | --------------------- | ----- | ----- | ----- | ----- |
| 1    | Balkan Botevgrad      | 10  | 6 | 4 | 2 | 480 | 452 | 28   |  | Balkan Botevgrad      |       | 77-78 | 95-81 | 78-66 |
| 2    | Petrolina AEK Larnaca | 10  | 6 | 4 | 2 | 449 | 460 | -11  |  | Petrolina AEK Larnaca | 68-79 |       | 82-77 | 63-62 |
| 3    | BC Tsmoki-Minsk       | 9   | 6 | 3 | 3 | 497 | 493 | 4    |  | BC Tsmoki-Minsk       | 84-73 | 87-75 |       | 89-82 |
| 4    | Belfius Mons-Hainaut  | 7   | 6 | 1 | 5 | 449 | 470 | -21  |  | Belfius Mons-Hainaut  | 75-78 | 78-83 | 86-79 |       |

#### Groupe C
| Rang | Équipe           | Pts | J | G | P | Pp  | Pc  | Diff |  | Résultats (dom.\ext.) |       | PIN   |       | İST   |
| ---- | ---------------- | --- | - | - | - | --- | --- | ---- |  | --------------------- | ----- | ----- | ----- | ----- |
| 1    | Donar Groningen  | 11  | 6 | 5 | 1 | 473 | 440 | 33   |  | Donar Groningen       |       | 89-83 | 76-73 | 90-81 |
| 2    | Pınar Karşıyaka  | 10  | 6 | 4 | 2 | 490 | 437 | 53   |  | Pınar Karşıyaka       | 64-69 |       | 90-72 | 86-75 |
| 3    | Spirou Charleroi | 9   | 6 | 3 | 3 | 486 | 423 | 63   |  | Spirou Charleroi      | 92-64 | 77-86 |       | 92-45 |
| 4    | İstanbul BBSK    | 6   | 6 | 0 | 6 | 365 | 514 | -149 |  | İstanbul BBSK         | 47-85 | 55-81 | 62-80 |       |

#### Groupe D
| Rang | Équipe               | Pts | J | G | P | Pp  | Pc  | Diff |  | Résultats (dom.\ext.) |        |        |       |        |
| ---- | -------------------- | --- | - | - | - | --- | --- | ---- |  | --------------------- | ------ | ------ | ----- | ------ |
| 1    | Avtodor Saratov      | 11  | 6 | 5 | 1 | 578 | 521 | 57   |  | Avtodor Saratov       |        | 75-64  | 89-79 | 129-91 |
| 2    | Ironi Nes Ziona      | 10  | 6 | 4 | 2 | 561 | 509 | 52   |  | Ironi Nes Ziona       | 104-86 |        | 91-85 | 111-77 |
| 3    | New Heroes Den Bosch | 9   | 6 | 3 | 3 | 518 | 486 | 32   |  | New Heroes Den Bosch  | 93-97  | 102-87 |       | 91-58  |
| 4    | BK JIP Pardubice     | 6   | 6 | 0 | 6 | 464 | 605 | -141 |  | BK JIP Pardubice      | 90-102 | 84-104 | 64-68 |        |

#### Groupe E
| Rang | Équipe              | Pts | J | G | P | Pp  | Pc  | Diff |  | Résultats (dom.\ext.) |        |        |        |        |
| ---- | ------------------- | --- | - | - | - | --- | --- | ---- |  | --------------------- | ------ | ------ | ------ | ------ |
| 1    | Bakken Bears        | 12  | 6 | 6 | 0 | 633 | 454 | 179  |  | Bakken Bears          |        | 108-84 | 121-89 | 100-66 |
| 2    | Z-Mobile Prishtina  | 10  | 6 | 4 | 2 | 506 | 513 | -7   |  | Z-Mobile Prishtina    | 77-100 |        | 92-82  | 74-69  |
| 3    | BK Tcherkassy Mavpy | 7   | 6 | 1 | 5 | 481 | 562 | -81  |  | BK Tcherkassy Mavpy   | 77-106 | 73-92  |        | 90-64  |
| 4    | Steaua Bucarest     | 7   | 6 | 1 | 5 | 428 | 519 | -91  |  | Steaua Bucarest       | 63-98  | 81-87  | 87-70  |        |

#### Groupe F
| Rang | Équipe               | Pts | J | G | P | Pp  | Pc  | Diff |  | Résultats (dom.\ext.) |       |        |       |       |
| ---- | -------------------- | --- | - | - | - | --- | --- | ---- |  | --------------------- | ----- | ------ | ----- | ----- |
| 1    | Pallacanestro Varèse | 11  | 6 | 5 | 1 | 522 | 432 | 90   |  | Pallacanestro Varèse  |       | 91-66  | 86-59 | 84-75 |
| 2    | Alba Fehérvár        | 11  | 6 | 5 | 1 | 507 | 493 | 14   |  | Alba Fehérvár         | 85-77 |        | 84-80 | 72-70 |
| 3    | Rilski Sportist      | 7   | 6 | 1 | 5 | 470 | 536 | -66  |  | Rilski Sportist       | 76-95 | 83-104 |       | 81-88 |
| 4    | FC Porto             | 7   | 6 | 1 | 5 | 475 | 513 | -38  |  | FC Porto              | 71-89 | 92-96  | 79-91 |       |

#### Groupe G
| Rang | Équipe              | Pts | J | G | P | Pp  | Pc  | Diff |  | Résultats (dom.\ext.) |        |       |       |       |
| ---- | ------------------- | --- | - | - | - | --- | --- | ---- |  | --------------------- | ------ | ----- | ----- | ----- |
| 1    | Lukoil Levski Sofia | 11  | 6 | 5 | 1 | 520 | 465 | 55   |  | Lukoil Levski Sofia   |        | 94-86 | 77-66 | 83-65 |
| 2    | Joensuun Kataja     | 9   | 6 | 3 | 3 | 497 | 510 | -13  |  | Joensuun Kataja       | 95-102 |       | 88-86 | 84-77 |
| 3    | Aris Salonique      | 9   | 6 | 3 | 3 | 444 | 432 | 12   |  | Aris Salonique        | 81-76  | 70-79 |       | 86-61 |
| 4    | BC Dnipro           | 7   | 6 | 1 | 5 | 407 | 461 | -54  |  | BC Dnipro             | 72-88  | 81-65 | 51-55 |       |

#### Groupe H
| Rang | Équipe                | Pts | J | G | P | Pp  | Pc  | Diff |  | Résultats (dom.\ext.) | SZO   |       | FAL    |       |
| ---- | --------------------- | --- | - | - | - | --- | --- | ---- |  | --------------------- | ----- | ----- | ------ | ----- |
| 1    | Szolnoki Olaj         | 11  | 6 | 5 | 1 | 509 | 474 | 35   |  | Szolnoki Olaj         |       | 87-74 | 79-76  | 82-79 |
| 2    | Dinamo Basket Sassari | 11  | 6 | 5 | 1 | 553 | 448 | 105  |  | Dinamo Basket Sassari | 98-94 |       | 104-69 | 95-60 |
| 3    | Falco Vulcano         | 8   | 6 | 2 | 4 | 446 | 507 | -61  |  | Falco Vulcano         | 66-83 | 60-92 |        | 80-65 |
| 4    | Leicester Riders BC   | 6   | 6 | 0 | 6 | 447 | 526 | -79  |  | Leicester Riders BC   | 81-84 | 78-90 | 84-95  |       |

### Deuxième tour
Le deuxième tour de la saison régulière se déroule du 12 décembre 2018 au 7 février 2019.

#### Groupe I
| Rang | Équipe             | Pts | J | G | P | Pp  | Pc  | Diff |  | Résultats (dom.\ext.) |       |        |        |        |
| ---- | ------------------ | --- | - | - | - | --- | --- | ---- |  | --------------------- | ----- | ------ | ------ | ------ |
| 1    | S.Oliver Würzbourg | 12  | 6 | 6 | 0 | 596 | 487 | 109  |  | S.Oliver Würzbourg    |       | 104-91 | 95-77  | 118-71 |
| 2    | Pınar Karşıyaka    | 9   | 6 | 3 | 3 | 539 | 532 | 7    |  | Pınar Karşıyaka       | 87-96 |        | 107-85 | 102-95 |
| 3    | Z-Mobile Prishtina | 8   | 6 | 2 | 4 | 479 | 536 | -57  |  | Z-Mobile Prishtina    | 78-91 | 82-78  |        | 81-76  |
| 4    | Szolnoki Olaj      | 7   | 6 | 1 | 5 | 484 | 543 | -59  |  | Szolnoki Olaj         | 83-92 | 70-74  | 89-76  |        |

#### Groupe J
| Rang | Équipe              | Pts | J | G | P | Pp  | Pc  | Diff |  | Résultats (dom.\ext.) |        | BOT    |        | LEV    |
| ---- | ------------------- | --- | - | - | - | --- | --- | ---- |  | --------------------- | ------ | ------ | ------ | ------ |
| 1    | Ironi Nes Ziona     | 10  | 6 | 4 | 2 | 563 | 533 | 30   |  | Ironi Nes Ziona       |        | 100-73 | 70-93  | 109-96 |
| 2    | Balkan Botevgrad    | 9   | 6 | 3 | 3 | 496 | 499 | -3   |  | Balkan Botevgrad      | 102-90 |        | 88-82  | 81-57  |
| 3    | Alba Fehérvár       | 9   | 6 | 3 | 3 | 489 | 458 | 31   |  | Alba Fehérvár         | 80-96  | 65-64  |        | 89-56  |
| 4    | Lukoil Levski Sofia | 8   | 6 | 2 | 4 | 487 | 545 | -58  |  | Lukoil Levski Sofia   | 89-98  | 84-80  | 105-88 |        |

#### Groupe K
| Rang | Équipe                | Pts | J | G | P | Pp  | Pc  | Diff |  | Résultats (dom.\ext.) | SAS   | VAR   |       |        |
| ---- | --------------------- | --- | - | - | - | --- | --- | ---- |  | --------------------- | ----- | ----- | ----- | ------ |
| 1    | Dinamo Basket Sassari | 11  | 6 | 5 | 1 | 536 | 481 | 55   |  | Dinamo Basket Sassari |       | 87-90 | 97-74 | 93-81  |
| 2    | Pallacanestro Varèse  | 10  | 6 | 4 | 2 | 492 | 446 | 46   |  | Pallacanestro Varèse  | 69-79 |       | 77-80 | 109-74 |
| 3    | Donar Groningen       | 8   | 6 | 2 | 4 | 447 | 467 | -20  |  | Donar Groningen       | 78-84 | 67-73 |       | 70-80  |
| 4    | Petrolina AEK Larnaca | 7   | 6 | 1 | 5 | 439 | 520 | -81  |  | Petrolina AEK Larnaca | 89-96 | 59-74 | 56-78 |        |

#### Groupe L
| Rang | Équipe          | Pts | J | G | P | Pp  | Pc  | Diff |  | Résultats (dom.\ext.) |         |        |        |        |
| ---- | --------------- | --- | - | - | - | --- | --- | ---- |  | --------------------- | ------- | ------ | ------ | ------ |
| 1    | Avtodor Saratov | 11  | 6 | 5 | 1 | 576 | 482 | 94   |  | Avtodor Saratov       |         | 71-60  | 105-81 | 98-57  |
| 2    | Bakken Bears    | 9   | 6 | 3 | 3 | 586 | 503 | 83   |  | Bakken Bears          | 124-125 |        | 111-71 | 102-58 |
| 3    | ZZ Leiden       | 8   | 6 | 2 | 4 | 480 | 562 | -82  |  | ZZ Leiden             | 72-97   | 89-85  |        | 87-72  |
| 4    | Joensuun Kataja | 8   | 6 | 2 | 4 | 456 | 551 | -95  |  | Joensuun Kataja       | 88-80   | 89-104 | 92-80  |        |

### Playoffs
|  | Huitièmes de finale | Huitièmes de finale  | Huitièmes de finale    | Huitièmes de finale | Huitièmes de finale |      |                        | Quarts de finale       | Quarts de finale | Quarts de finale | Quarts de finale | Quarts de finale |  |     | Demi-finales       | Demi-finales | Demi-finales | Demi-finales | Demi-finales |  |    | Finale                 | Finale | Finale | Finale | Finale |  |  |
|  |                     |                      |                        |                     |                     |      |                        |                        |                  |                  |                  |                  |  |     |                    |              |              |              |              |  |    |                        |        |        |        |        |  |  |
|  | J2                  | Balkan Botevgrad     | 81                     | *83                 | 164                 |      |                        |                        |                  |                  |                  |                  |  |     |                    |              |              |              |              |  |    |                        |        |        |        |        |  |  |
|  | LDC                 | Hapoël Holon         | *85                    | 82                  | 167                 |      |                        |                        |                  |                  |                  |                  |  |     |                    |              |              |              |              |  |    |                        |        |        |        |        |  |  |
|  | LDC                 | Hapoël Holon         | *85                    | 82                  | 167                 |      | LDC                    | Hapoël Holon           | *96              | 74               | 170              |                  |  |     |                    |              |              |              |              |  |    |                        |        |        |        |        |  |  |
|  |                     |                      |                        |                     |                     |      | LDC                    | Hapoël Holon           | *96              | 74               | 170              |                  |  |     |                    |              |              |              |              |  |    |                        |        |        |        |        |  |  |
|  |                     |                      | J3                     | Alba Fehérvár       | 63                  | *101 | 164                    |                        |                  |                  |                  |                  |  |     |                    |              |              |              |              |  |    |                        |        |        |        |        |  |  |
|  | J3                  | Alba Fehérvár        | J3                     | Alba Fehérvár       | 63                  | *101 | 164                    | 84                     | *81              | 165              |                  |                  |  |     |                    |              |              |              |              |  |    |                        |        |        |        |        |  |  |
|  | J3                  | Alba Fehérvár        |                        |                     |                     |      |                        | 84                     | *81              | 165              |                  |                  |  |     |                    |              |              |              |              |  |    |                        |        |        |        |        |  |  |
|  | LDC                 | Telekom Baskets Bonn | *85                    | 69                  | 154                 |      |                        |                        |                  |                  |                  |                  |  |     |                    |              |              |              |              |  |    |                        |        |        |        |        |  |  |
|  | LDC                 | Telekom Baskets Bonn | *85                    | 69                  | 154                 |      |                        |                        |                  |                  |                  |                  |  | LDC | Hapoël Holon       | *89          | 75           | 164          |              |  |    |                        |        |        |        |        |  |  |
|  |                     |                      |                        |                     |                     |      |                        |                        |                  |                  |                  |                  |  | LDC | Hapoël Holon       | *89          | 75           | 164          |              |  |    |                        |        |        |        |        |  |  |
|  |                     | K1                   | Dinamo Basket Sassari0 | 94                  | *105                | 199  |                        |                        |                  |                  |                  |                  |  |     |                    |              |              |              |              |  |    |                        |        |        |        |        |  |  |
|  | K1                  | K1                   | Dinamo Basket Sassari0 | 94                  | *105                | 199  | Dinamo Basket Sassari0 | 97                     | *94              | 191              |                  |                  |  |     |                    |              |              |              |              |  |    |                        |        |        |        |        |  |  |
|  | K1                  |                      |                        |                     |                     |      | Dinamo Basket Sassari0 | 97                     | *94              | 191              |                  |                  |  |     |                    |              |              |              |              |  |    |                        |        |        |        |        |  |  |
|  | L3                  | ZZ Leiden            | *93                    | 68                  | 161                 |      |                        |                        |                  |                  |                  |                  |  |     |                    |              |              |              |              |  |    |                        |        |        |        |        |  |  |
|  | L3                  | ZZ Leiden            | *93                    | 68                  | 161                 |      | K1                     | Dinamo Basket Sassari0 | 87               | *83              | 170              |                  |  |     |                    |              |              |              |              |  |    |                        |        |        |        |        |  |  |
|  |                     |                      |                        |                     |                     |      | K1                     | Dinamo Basket Sassari0 | 87               | *83              | 170              |                  |  |     |                    |              |              |              |              |  |    |                        |        |        |        |        |  |  |
|  |                     |                      | I2                     | Pınar Karşıyaka     | *68                 | 83   | 151                    |                        |                  |                  |                  |                  |  |     |                    |              |              |              |              |  |    |                        |        |        |        |        |  |  |
|  | I2                  | Pınar Karşıyaka      | I2                     | Pınar Karşıyaka     | *68                 | 83   | 151                    | 76                     | *70              | 146              |                  |                  |  |     |                    |              |              |              |              |  |    |                        |        |        |        |        |  |  |
|  | I2                  | Pınar Karşıyaka      |                        |                     |                     |      |                        | 76                     | *70              | 146              |                  |                  |  |     |                    |              |              |              |              |  |    |                        |        |        |        |        |  |  |
|  | LDC                 | BK Ventspils         | *78                    | 64                  | 142                 |      |                        |                        |                  |                  |                  |                  |  |     |                    |              |              |              |              |  |    |                        |        |        |        |        |  |  |
|  | LDC                 | BK Ventspils         | *78                    | 64                  | 142                 |      |                        |                        |                  |                  |                  |                  |  |     |                    |              |              |              |              |  | K1 | Dinamo Basket Sassari0 | *89    | 81     | 170    |        |  |  |
|  |                     |                      |                        |                     |                     |      |                        |                        |                  |                  |                  |                  |  |     |                    |              |              |              |              |  | K1 | Dinamo Basket Sassari0 | *89    | 81     | 170    |        |  |  |
|  |                     | I1                   | S.Oliver Würzbourg     | 84                  | *79                 | 163  |                        |                        |                  |                  |                  |                  |  |     |                    |              |              |              |              |  |    |                        |        |        |        |        |  |  |
|  | I1                  | I1                   | S.Oliver Würzbourg     | 84                  | *79                 | 163  | S.Oliver Würzbourg     | 79                     | *94              | 173              |                  |                  |  |     |                    |              |              |              |              |  |    |                        |        |        |        |        |  |  |
|  | I1                  |                      |                        |                     |                     |      | S.Oliver Würzbourg     | 79                     | *94              | 173              |                  |                  |  |     |                    |              |              |              |              |  |    |                        |        |        |        |        |  |  |
|  | L1                  | Avtodor Saratov      | *76                    | 90                  | 166                 |      |                        |                        |                  |                  |                  |                  |  |     |                    |              |              |              |              |  |    |                        |        |        |        |        |  |  |
|  | L1                  | Avtodor Saratov      | *76                    | 90                  | 166                 |      | I1                     | S.Oliver Würzbourg     | 75               | *86              | 161              |                  |  |     |                    |              |              |              |              |  |    |                        |        |        |        |        |  |  |
|  |                     |                      |                        |                     |                     |      | I1                     | S.Oliver Würzbourg     | 75               | *86              | 161              |                  |  |     |                    |              |              |              |              |  |    |                        |        |        |        |        |  |  |
|  |                     |                      | L2                     | Bakken Bears        | *76                 | 70   | 146                    |                        |                  |                  |                  |                  |  |     |                    |              |              |              |              |  |    |                        |        |        |        |        |  |  |
|  | J1                  | Ironi Nes Ziona      | L2                     | Bakken Bears        | *76                 | 70   | 146                    | 74                     | *76              | 150              |                  |                  |  |     |                    |              |              |              |              |  |    |                        |        |        |        |        |  |  |
|  | J1                  | Ironi Nes Ziona      |                        |                     |                     |      |                        | 74                     | *76              | 150              |                  |                  |  |     |                    |              |              |              |              |  |    |                        |        |        |        |        |  |  |
|  | L2                  | Bakken Bears         | *91                    | 81                  | 172                 |      |                        |                        |                  |                  |                  |                  |  |     |                    |              |              |              |              |  |    |                        |        |        |        |        |  |  |
|  | L2                  | Bakken Bears         | *91                    | 81                  | 172                 |      |                        |                        |                  |                  |                  |                  |  | I1  | S.Oliver Würzbourg | 89           | *89          | 188          |              |  |    |                        |        |        |        |        |  |  |
|  |                     |                      |                        |                     |                     |      |                        |                        |                  |                  |                  |                  |  | I1  | S.Oliver Würzbourg | 89           | *89          | 188          |              |  |    |                        |        |        |        |        |  |  |
|  |                     | K2                   | Pallacanestro Varèse   | *66                 | 86                  | 152  |                        |                        |                  |                  |                  |                  |  |     |                    |              |              |              |              |  |    |                        |        |        |        |        |  |  |
|  | K2                  | K2                   | Pallacanestro Varèse   | *66                 | 86                  | 152  | Pallacanestro Varèse   | 80                     | *100             | 180              |                  |                  |  |     |                    |              |              |              |              |  |    |                        |        |        |        |        |  |  |
|  | K2                  |                      |                        |                     |                     |      | Pallacanestro Varèse   | 80                     | *100             | 180              |                  |                  |  |     |                    |              |              |              |              |  |    |                        |        |        |        |        |  |  |
|  | I3                  | Z-Mobile Prishtina   | *77                    | 84                  | 161                 |      |                        |                        |                  |                  |                  |                  |  |     |                    |              |              |              |              |  |    |                        |        |        |        |        |  |  |
|  | I3                  | Z-Mobile Prishtina   | *77                    | 84                  | 161                 |      | K2                     | Pallacanestro Varèse   | 73               | *72              | 145              |                  |  |     |                    |              |              |              |              |  |    |                        |        |        |        |        |  |  |
|  |                     |                      |                        |                     |                     |      | K2                     | Pallacanestro Varèse   | 73               | *72              | 145              |                  |  |     |                    |              |              |              |              |  |    |                        |        |        |        |        |  |  |
|  |                     |                      | LDC                    | BC Filou Ostende    | *70                 | 57   | 127                    |                        |                  |                  |                  |                  |  |     |                    |              |              |              |              |  |    |                        |        |        |        |        |  |  |
|  | LDC                 | BC Filou Ostende     | LDC                    | BC Filou Ostende    | *70                 | 57   | 127                    | 66                     | *88              | 154              |                  |                  |  |     |                    |              |              |              |              |  |    |                        |        |        |        |        |  |  |
|  | LDC                 | BC Filou Ostende     |                        |                     |                     |      |                        | 66                     | *88              | 154              |                  |                  |  |     |                    |              |              |              |              |  |    |                        |        |        |        |        |  |  |
|  | K3                  | Donar Groningen      | *66                    | 80                  | 146                 |      |                        |                        |                  |                  |                  |                  |  |     |                    |              |              |              |              |  |    |                        |        |        |        |        |  |  |

* indique l'équipe évoluant à domicile

## Récompenses individuelles

### Récompenses hebdomadaires
| Journée | PG                                                | SG                                            | SF                                             | PF                                                | C                                                   |
| ------- | ------------------------------------------------- | --------------------------------------------- | ---------------------------------------------- | ------------------------------------------------- | --------------------------------------------------- |
| 1       | Worthy de Jong (1/3) ZZ Leiden (1/8)              | Perrin Buford (1/3) Avtodor Saratov (1/10)    | Steven Cook (1/1) New Heroes Den Bosch (1/3)   | Tyler Cain (1/3) Pallacanestro Varèse (1/5)       | Rodney Bullock (1/1) Alba Fehérvár (1/7)            |
| 2       | Scott Bamforth (1/1) Dinamo Basket Sassari (1/13) | Worthy de Jong (2/3) ZZ Leiden (2/8)          | Kyle Vinales (1/1) Petrolina AEK Larnaca (1/1) | Dejan Ivanov (1/1) Lukoil Levski Sofia (1/4)      | Evan Bruinsma (1/1) Falco Vulcano (1/1)             |
| 3       | Keshun Sherrill (1/2) New Heroes Den Bosch (2/3)  | Kristoffer Richard (1/1) CSM CSU Oradea (1/1) | Tobin Carberry (1/2) Bakken Bears (1/3)        | Tre' McLean (1/1) Avtodor Saratov (2/10)          | Chris Cokley (1/1) BK Tcherkassy Mavpy (1/1)        |
| 4       | Maurice Watson (1/2) ZZ Leiden (3/8)              | Darius Thompson (1/2) ZZ Leiden (4/8)         | Daniel Mullings (1/1) Joensuun Kataja (1/2)    | Andrew Chrabascz (1/1) Belfius Mons-Hainaut (1/1) | Achille Polonara (1/3) Dinamo Basket Sassari (2/13) |
| 5       | Stefan Moody (1/1) BC Tsmoki-Minsk (1/1)          | Allerik Freeman (1/1) Alba Fehérvár (2/7)     | Trae Golden (1/4) Avtodor Saratov (3/10)       | Darko Jukić (1/1) Bakken Bears (2/3)              | Perrin Buford (2/3) Avtodor Saratov (4/10)          |
| 6       | Keshun Sherrill (2/2) New Heroes Den Bosch (3/3)  | Perrin Buford (3/3) Avtodor Saratov (5/10)    | Sek Henry (1/4) Pınar Karşıyaka (1/7)          | Skylar Spencer (1/1) Steaua Bucarest (1/1)        | Jalen Jenkins (1/1) Rilski Sportist (1/1)           |

| Journée | PG                                           | SG                                              | SF                                              | PF                                          | C                                                 |
| ------- | -------------------------------------------- | ----------------------------------------------- | ----------------------------------------------- | ------------------------------------------- | ------------------------------------------------- |
| 1       | Sek Henry (2/4) Pınar Karşıyaka (2/7)        | Lance Jeter (1/2) Donar Groningen (1/2)         | Jacobi Boykins (1/1) Alba Fehérvár (3/7)        | Mikael Hopkins (1/1) Balkan Botevgrad (1/1) | Artem Zabelin (1/1) Avtodor Saratov (6/10)        |
| 2       | Trae Golden (2/4) Avtodor Saratov (7/10)     | Xavier Cooks (1/3) S.Oliver Würzbourg (1/6)     | Dardan Berisha (1/2) Z-Mobile Prishtina (1/3)   | Jordan Heath (1/3) Alba Fehérvár (4/7)      | Strahinja Milošević (1/1) Szolnoki Olaj (1/2)     |
| 3       | Kyan Anderson (1/1) Z-Mobile Prishtina (2/3) | Sek Henry (3/4) Pınar Karşıyaka (3/7)           | Darius Thompson (2/2) ZZ Leiden (5/8)           | Clayton Vette (1/1) ZZ Leiden (6/8)         | Xavier Cooks (2/3) S.Oliver Würzbourg (2/6)       |
| 4       | Andrew Rowsey (1/1) Szolnoki Olaj (2/2)      | Worthy de Jong (3/3) ZZ Leiden (7/7)            | Patrick Rembert (1/1) Lukoil Levski Sofia (2/4) | Assem Marei (1/3) Pınar Karşıyaka (4/7)     | Tyler Cain (2/3) Pallacanestro Varèse (2/5)       |
| 5       | Trae Golden (3/4) Avtodor Saratov (8/10)     | Hristo Zahariev (1/2) Lukoil Levski Sofia (3/4) | Dardan Berisha (2/2) Z-Mobile Prishtina (3/3)   | Boris Savović (1/1) Avtodor Saratov (9/10)  | Rashawn Thomas (1/4) Dinamo Basket Sassari (3/13) |
| 6       | Lance Jeter (2/2) Donar Groningen (2/2)      | Hristo Zahariev (2/2) Lukoil Levski Sofia (4/4) | Daequan Cook (1/1) Ironi Nes Ziona (1/1)        | Adrian Diaz (1/1) Joensuun Kataja (2/2)     | Assem Marei (2/3) Pınar Karşıyaka (5/7)           |

| Journée               | PG                                                | SG                                           | SF                                             | PF                                                 | C                                                    |
| --------------------- | ------------------------------------------------- | -------------------------------------------- | ---------------------------------------------- | -------------------------------------------------- | ---------------------------------------------------- |
| 1/8 de finale Match 1 | Maurice Watson (2/2) ZZ Leiden (8/8)              | Cameron Wells (1/1) S.Oliver Würzbourg (3/6) | Tyrus McGee (1/1) Dinamo Basket Sassari (5/13) | Stefan Birčević (1/1) Telekom Baskets Bonn (1/1)   | Jordan Heath (2/3) Alba Fehérvár (5/7)               |
| 1/8 de finale Match 2 | Aleksa Avramović (1/1) Pallacanestro Varèse (3/5) | Trae Golden (4/4) Avtodor Saratov (10/10)    | Márkó Filipovics (1/1) Alba Fehérvár (6/7)     | Rashawn Thomas (2/4) Dinamo Basket Sassari (6/13)  | Assem Marei (3/3) Pınar Karşıyaka (6/7)              |
| 1/4 de finale Match 1 | Sek Henry (4/5) Pınar Karşıyaka (7/8)             | Guy Pnini (1/1) Hapoël Holon (1/3)           | Tobin Carberry (2/2) Bakken Bears (3/3)        | Jack Cooley (1/1) Dinamo Basket Sassari (7/13)     | Chase Fieler (1/1) BC Filou Ostende (1/15)           |
| 1/4 de finale Match 2 | Jordan Hulls (1/2) S.Oliver Würzbourg (4/6)       | Sek Henry (5/5) Pınar Karşıyaka (8/8)        | Corey Walden (1/2) Hapoël Holon (2/3)          | Jordan Heath (3/3) Alba Fehérvár (7/7)             | Achille Polonara (2/3) Dinamo Basket Sassari (8/13)  |
| 1/2 finale Match 1    | Jaime Smith (1/2) Dinamo Basket Sassari (9/13)    | Jordan Hulls (2/2) S.Oliver Würzbourg (5/6)  | Corey Walden (2/2) Hapoël Holon (3/3)          | Tyler Cain (3/3) Pallacanestro Varèse (4/5)        | Rashawn Thomas (3/4) Dinamo Basket Sassari (10/13)   |
| 1/2 finale Match 2    | Jaime Smith (2/2) Dinamo Basket Sassari (11/13)   | Xavier Cooks (3/3) S.Oliver Würzbourg (6/6)  | Thomas Scrubb (1/1) Pallacanestro Varèse (5/5) | Rashawn Thomas (4/4) Dinamo Basket Sassari (12/13) | Achille Polonara (3/3) Dinamo Basket Sassari (13/13) |